# Hadrobregmus
Hadrobregmus là một chi bọ cánh cứng thuộc họ Ptinidae.